# Cristina Mucci
Cristina Mucci (Buenos Aires, 17 de abril de 1949) es una periodista, abogada y escritora argentina. Desde 1987 conduce y produce el programa televisivo Los siete locos, dedicado a la divulgación del libro y la cultura, que hasta diciembre de 2023 se transmitió por la TV Pública Argentina, y desde 2024 se emite por el Canal de la Ciudad. Es autora de libros sobre escritores argentinos, como Leopoldo Lugones y de tres mujeres emblemáticas de la literatura argentina: Marta Lynch, Silvina Bullrich y Beatriz Guido. Estos tres últimos libros se reeditaron en 2022 con el título de Las olvidadas.

## Trayectoria
Fue columnista de libros y editora de la página cultural del diario La Razón, dirigido por Jacobo Timerman, y en 1987 comenzó con Los siete locos, programa pionero en su género, con más de 35 años ininterrumpidos en el aire. Específicamente dedicado al debate de ideas y la difusión del libro y la actividad cultural, Los siete locos ha recibido a las principales figuras de la cultura argentina, así como a importantes invitados del exterior: Mario Vargas Llosa, Carlos Fuentes, Augusto Roa Bastos, Fernando Savater, Mario Benedetti, José Saramago, Arturo Pérez Reverte, Manuel Vázquez Montalbán, Isabel Allende, Gilles Lipovetsky, Ray Bradbury, P. D. James, Juan Goytisolo, Elena Poniatowska, José Donoso, Eduardo Galeano, Leonardo Padura, Henning Mankell, Michel Houellebecq, Alain Rouquié, Javier Cercas, Almudena Grandes, Nélida Piñón, Sergio Ramírez, Guillermo Arriaga, Paul Auster, Lorrie Moore, Juan Villoro, entre muchísimos otros. Concebido con criterio periodístico, intenta dar lugar a todas las opiniones, con el único requisito de la idoneidad.
Por ese programa obtuvo de APTRA cuatro premios Martín Fierro y una distinción especial a la trayectoria, los premios Broadcasting, Gente de Letras, Julio Cortázar (Cámara Argentina del Libro) y Leonardo (Museo Nacional de Bellas Artes), y las distinciones que otorgan la Feria del Libro de Buenos Aires (en tres oportunidades), el Grupo Interamericano de Editores, The Buenos Aires Herald, la Academia Argentina de Letras, TEA (Taller Escuela Agencia), Fund TV, Fundación Konex (en dos oportunidades) y el Senado de la Nación. Además, el programa fue declarado de Interés Cultural por la Secretaría de Cultura y la Cámara de Diputados de la Nación, y por la Legislatura de la ciudad de Buenos Aires. En 2010 la ciudad de Buenos Aires otorgó a Cristina Mucci la Medalla del Bicentenario, en 2011 el Comitato Degli Italiani all´Estero le entregó el Premio Embajadores de la Italianidad, y en 2024 fue declarada Personalidad Destacada de la Cultura por la Legislatura de la ciudad de Buenos Aires. 
Realizó también la conducción periodística de los ciclos periodístico-culturales Pretextos (Canal 7, 1996), Pensándolo bien (Canal 7, 2001, en coproducción con el Ministerio de Educación de la Nación, Encuentros (Canal 7, dirigido por Oscar Barney Finn) y El cine por asalto (Canal 7, junto a José Pablo Feinmann); de los programas especiales Cronopio sin fama, en ocasión de los veinte años de la muerte de Julio Cortázar (Canal 7) La Feria no se rinde, en ocasión de la suspensión de la Feria del Libro de Buenos Aires en 2020 a causa del coronavirus (Canal 7, junto a Osvaldo Quiroga), y transmisiones especiales desde la Feria del Libro de Buenos Aires, el Festival de Cine de Mar del Plata,  el Congreso de la Lengua (Rosario 2004 y Córdoba 2019), la Bienal de Venecia y la Feria del Libro de Guadalajara, entre otras . Fue guionista de los programas Victoria Ocampo y Silvina Ocampo para el ciclo DNI (Canal 7). En 1989 condujo un programa especial para la cadena alemana ZDF sobre el movimiento cultural en Buenos Aires.
Con el apoyo de Mecenazgo y Fundación Itaú condujo el ciclo Buenos Aires Ciudad Literaria, en el que junto a Violeta Mucci e invitados especiales (Guillermo Saccomanno, Álvaro Abós, Juan José Sebreli, Esther Cross, Beatriz Sarlo y Carlos Gamerro) recorre los barrios y lugares donde transcurren escenas de algunas de las más importantes novelas argentinas. El ciclo se transmite por el Canal de la Ciudad.
Es autora de los libros: Voces de la cultura argentina (Editorial El Ateneo, 1997), La señora Lynch (Editorial Norma, 2000), Divina Beatrice (Editorial Norma, 2002), La gran burguesa (Editorial Norma, 2003, estos tres últimos reeditados por Sudamericana en 2023 con el título de Las olvidadas), Pensar la Argentina (Editorial Norma, 2006) y Leopoldo Lugones, los escritores y el poder (Ediciones B, 2009, reeditado por Sudamericana en 2024 con el título Lugones, los intelectuales y el poder en la Argentina).
Por su labor en el periodismo cultural fue invitada a los Estados Unidos, Suecia, Israel, Cuba, Italia, Alemania, México, Brasil, Colombia y Francia.
Participó en las Ferias del Libro de Buenos Aires, Santa Fe, Rosario, Río Gallegos y Jujuy, entre otras, y en las de Miami (EE. UU.), La Habana (Cuba), Frankfurt (Alemania), Guadalajara (México), Río de Janeiro (Brasil), Bogotá (Colombia), el Salón del Libro de París y el Congreso de la Lengua Española (ciudad de Córdoba, 2019). Organizó y coordinó los ciclos Voces de la cultura argentina (Municipalidad de Mar del Plata, 1996) y Pensar la Argentina (Municipalidad de Morón, 2005).
Fue asesora y coordinadora del Proyecto de Escritura en Braille de Textos Literarios organizado por el Ministerio de Justicia de la Nación, dentro del Programa de Trabajo en Cárceles (2005). Estuvo a cargo del taller de Redacción Periodística del Centro Cultural General San Martín (1985) y fue docente en la cátedra de Redacción Periodística en la carrera de Ciencias de Comunicación de la Universidad de Buenos Aires(1987-1988). En 2003 colaboró con la ADC (Asociación por los Derechos Civiles) en la redacción del documento Una radiodifusión pública para la democracia, proyecto para los medios públicos presentado a las autoridades nacionales en 2004, con el apoyo de diversas ONG y un amplio grupo de referentes periodísticos y culturales de distintas tendencias. Participó también en el programa Compromiso ante la Ciudadanía, organizado por el Fondo Nacional de las Artes (2005).
Fue miembro de la Comisión de Cultura de la Feria del Libro de Buenos Aires y jurado del premio al Mejor Libro Argentino que ésta otorga anualmente. Fue también jurado de los premios literarios de la Secretaría de Cultura de la Nación y las fundaciones Konex y Fund TV.

## Premios y distinciones
- Cinco Premios Martín Fierro
- Premio Broadcasting,
- Premio Gente de Letras,
- Julio Cortázar (Cámara Argentina del Libro)
- Leonardo (Museo Nacional de Bellas Artes),
- Feria del Libro de Buenos Aires (en tres oportunidades),
- Grupo Interamericano de Editores y Buenos Aires Herald.
- Los siete locos fue declarado de Interés Cultural por La Secretaría de Cultura y la Cámara de Diputados de la Nación, y por la Legislatura de la ciudad de Buenos Aires.
- Premio Konex 2007: Literaria
- 2010 - Medalla del Bicentenario.[4]

## Publicaciones
- Voces de la cultura argentina.
- La señora Lynch, biografía de la escritora Marta Lynch.
- Divina Beatrice, biografía de la escritora Beatriz Guido.
- La gran burguesa, biografía de la escritora Silvina Bullrich.
- Pensar la Argentina.
- Leopoldo Lugones, los escritores y el poder.
- Las olvidadas (Editorial Sudamericana).